# Cecidomyia annulipes
Cecidomyia annulipes är en tvåvingeart som först beskrevs av Walsh 1864.  Cecidomyia annulipes ingår i släktet Cecidomyia och familjen gallmyggor.
Artens utbredningsområde är Illinois. Inga underarter finns listade i Catalogue of Life.